# Formulació matemàtica del Model Estàndard

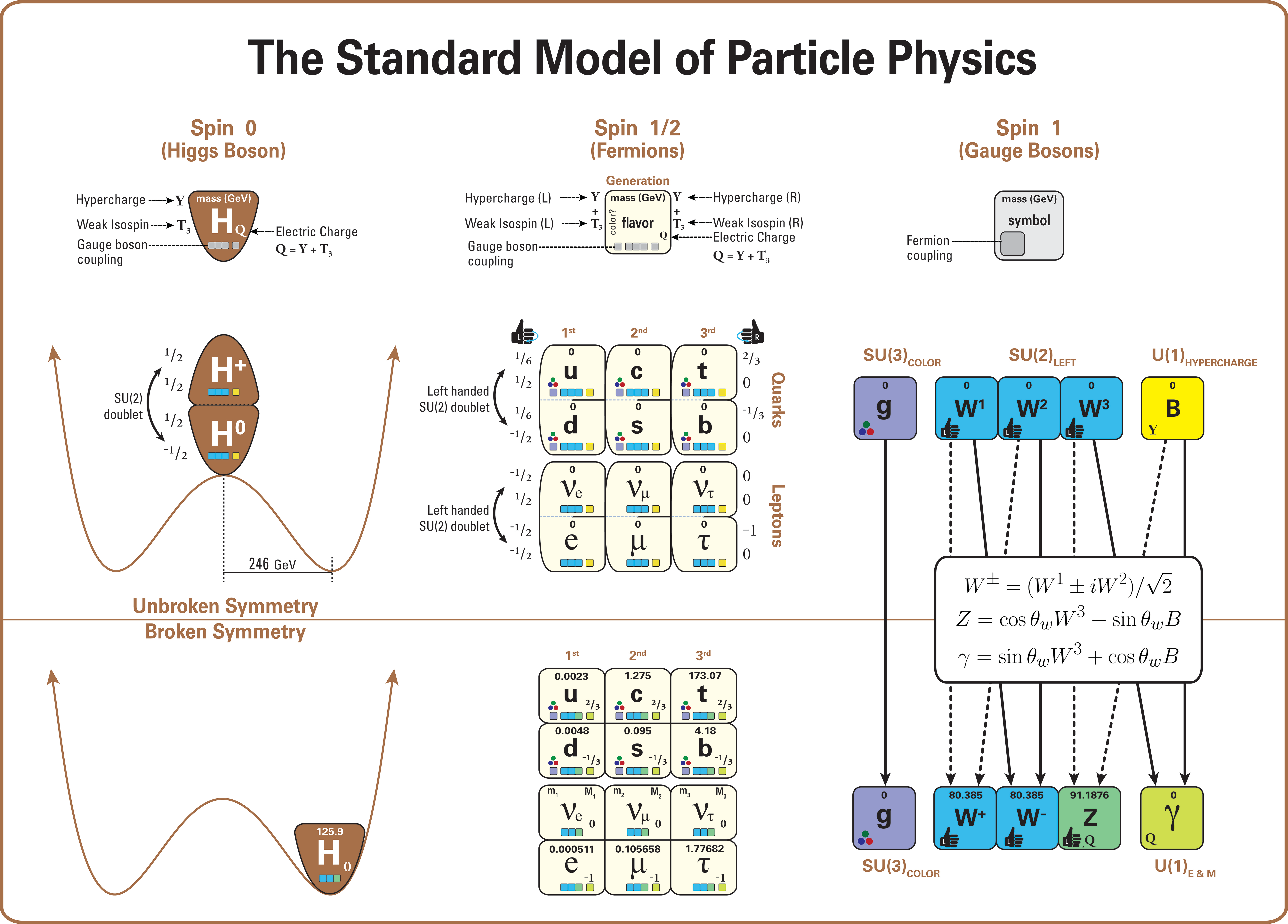
Model estàndard de la física de partícules. El diagrama mostra les partícules elementals del model estàndard (el bosó de Higgs, les tres generacions de quarks i leptons i els bosons gauge), inclosos els seus noms, masses, girs, càrregues, quiralitats i interaccions amb els forts, febles i electromagnètics. forces. També descriu el paper crucial del bosó de Higgs en el trencament de la simetria electrodèbil, i mostra com les propietats de les diferents partícules difereixen en la fase simètrica (d'alta energia) (superior) i en la fase de simetria trencada (de baixa energia) (inferior).

Aquest article descriu les matemàtiques del Model estàndard de la física de partícules, una teoria de camp quàntica gauge que conté les simetries internes del grup de productes unitari SU(3) × SU(2) × U(1). La teoria es considera habitualment com la descripció del conjunt fonamental de partícules – els leptons, els quarks, els bosons de gauge i el bosó de Higgs.

El patró d'isospin feble T₃, hipercàrrega feble Y_{W} i càrrega de color de totes les partícules elementals conegudes, girat per l'angle de mescla feble per mostrar la càrrega elèctrica Q, aproximadament al llarg de la vertical. El camp neutre de Higgs (quadrat gris) trenca la simetria electrodèbil i interacciona amb altres partícules per donar-los massa.

El Model Estàndard és renormalitzable i matemàticament autoconsistent, tanmateix, tot i tenir èxits enormes i continuats en proporcionar prediccions experimentals, deixa alguns fenòmens inexplicables. En particular, encara que s'incorpora la física de la relativitat especial, la relativitat general no ho és, i el model estàndard fallarà a les energies o distàncies on s'espera que sorgeixi el gravitó. Per tant, en un context modern de teoria de camps, es veu com una teoria de camps eficaç.

## Teoria quàntica de camps
El model estàndard és una teoria quàntica de camps, és a dir, els seus objectes fonamentals són camps quàntics que es defineixen en tots els punts de l'espai-temps. QFT tracta les partícules com a estats excitats (també anomenats quanta) dels seus camps quàntics subjacents, que són més fonamentals que les partícules. Aquests camps són
- els camps de fermions, ψ, que expliquen les "partícules de matèria";
- els camps de bosons electrofebles, i B;
- el camp de gluons, Ga; i
- el camp de Higgs, φ.

Que aquests siguin camps quàntics en lloc de clàssics té la conseqüència matemàtica que tenen valors d'operador. En particular, els valors dels camps generalment no es comuniquen. Com a operadors, actuen sobre un estat quàntic (vector ket).